# إيفون سيلفيان

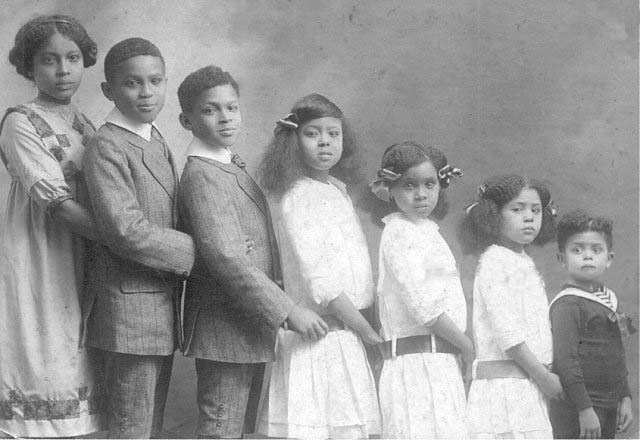
أبناء سيلفيان

إيفون سيلفيان (بالفرنسية: Yvonne Sylvain) هي طبيبة وسفرجات هايتية، ولدت في 28 يونيو 1907 في بورت أو برانس في هايتي، وتوفيت في 3 أكتوبر 1989.